# تاتيانا برلين
تاتيانا برلين (بالروسية: Татьяна Берлин)‏ هي لاعبة شطرنج بيلاروسية، ولدت في 9 أبريل 1977 في كوبرين في روسيا البيضاء.

## وصلات خارجية
- تاتيانا برلين على موقع الاتحاد الدولي للشطرنج (الإنجليزية)
- تاتيانا برلين على موقع مباريات الشطرنج (الإنجليزية)
- تاتيانا برلين على موقع 365Chess.com (الإنجليزية)
- تاتيانا برلين على موقع Chesstempo.com (الإنجليزية)
- تاتيانا برلين سجل أولمبياد الشطرنج للسيدات على موقع OlimpBase.org (الإنجليزية)